# PPM1B
PPM1B (англ. Protein phosphatase, Mg2+/Mn2+ dependent 1B) – білок, який кодується однойменним геном, розташованим у людей на короткому плечі 2-ї хромосоми.  Довжина поліпептидного ланцюга білка становить 479 амінокислот, а молекулярна маса — 52 643.
| 10         |  | 20         |  | 30         |  | 40         |  | 50         |
| ---------- |  | ---------- |  | ---------- |  | ---------- |  | ---------- |
| MGAFLDKPKT |  | EKHNAHGAGN |  | GLRYGLSSMQ |  | GWRVEMEDAH |  | TAVVGIPHGL |
| EDWSFFAVYD |  | GHAGSRVANY |  | CSTHLLEHIT |  | TNEDFRAAGK |  | SGSALELSVE |
| NVKNGIRTGF |  | LKIDEYMRNF |  | SDLRNGMDRS |  | GSTAVGVMIS |  | PKHIYFINCG |
| DSRAVLYRNG |  | QVCFSTQDHK |  | PCNPREKERI |  | QNAGGSVMIQ |  | RVNGSLAVSR |
| ALGDYDYKCV |  | DGKGPTEQLV |  | SPEPEVYEIL |  | RAEEDEFIIL |  | ACDGIWDVMS |
| NEELCEYVKS |  | RLEVSDDLEN |  | VCNWVVDTCL |  | HKGSRDNMSI |  | VLVCFSNAPK |
| VSDEAVKKDS |  | ELDKHLESRV |  | EEIMEKSGEE |  | GMPDLAHVMR |  | ILSAENIPNL |
| PPGGGLAGKR |  | NVIEAVYSRL |  | NPHRESDGAS |  | DEAEESGSQG |  | KLVEALRQMR |
| INHRGNYRQL |  | LEEMLTSYRL |  | AKVEGEESPA |  | EPAATATSSN |  | SDAGNPVTMQ |
| ESHTESESGL |  | AELDSSNEDA |  | GTKMSGEKI  |  |            |  |            |

A: Аланін

C: Цистеїн

D: Аспарагінова кислота

E: Глутамінова кислота

F: Фенілаланін

G: Гліцин

H: Гістидин

I: Ізолейцин

K: Лізин

L: Лейцин

M: Метіонін

N: Аспарагін

P: Пролін

Q: Глутамін

R: Аргінін

S: Серин

T: Треонін

V: Валін

W: Триптофан

Кодований геном білок за функціями належить до гідролаз, протеїн-фосфатаз, фосфопротеїнів. 
Задіяний у такому біологічному процесі як альтернативний сплайсинг. 
Білок має сайт для зв'язування з іонами металів, іоном магнію, іоном марганцю. 
Локалізований у цитоплазмі, мембрані.